# Tita Parra
Cristina Isabel Parra Cereceda (Santiago, 21 de marzo de 1956), más conocida como Tita Parra, es una cantautora, guitarrista y tecladista chilena. 

## Biografía

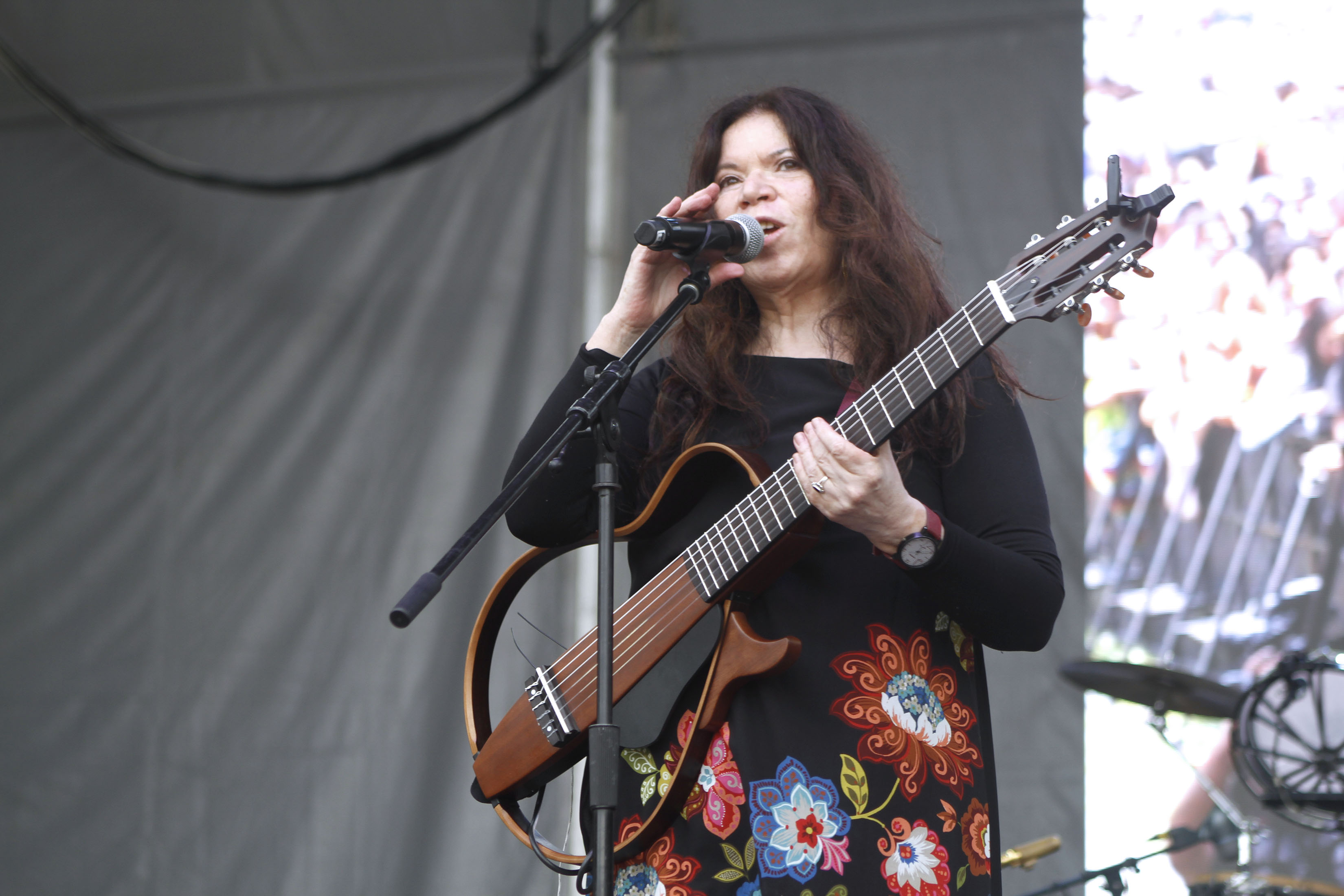
Tita Parra en el festival Cantares 2019, CU, UNAM.

Hija mayor de Isabel Parra y nieta de Violeta Parra, inició su carrera musical en los años 1970. 
Desde entonces se ha desarrollado especialmente en la fusión de la música folclórica latinoamericana con elementos del jazz y la bossa nova.
Como su madre y su tío Ángel, contribuye a mantener vigente el legado de su famosa abuela.

## Discografía

### Álbumes de estudio
- 1978: Amigos tengo por cientos
- 1982: Amor del aire
- 1993: La noche tan bella
- 1998: Centésima del alma
- 2001: Latidos
- 2008: El camino del medio
- 2018: Yo soy la feliz Violeta

### Colaboraciones
- 1963: Au Chili. Avec los Parra de Chillán (de Violeta Parra)
- 1979: Los Parras: Live! in Vancouver (en directo)
- 2005: Allende: El sueño existe (DVD)